# Spinophiura jolliveti
Genre
Espèce
Spinophiura jolliveti est une espèce d'ophiures antarctiques de la famille des Ophiopyrgidae, la seule du genre Spinophiura. 

## Habitat et répartition
Cette espèce abyssale du Pacifique est associée aux cheminées hydrothermales. On la trouve à plus de 2 000 m de profondeur.

## Description
L'holotype de Spinophiura jolliveti mesure 10 mm de corps avec des bras d'environ 50 mm.

## Étymologie
Le genre Spinophiura doit son nom au latin spina, « épine » et au genre Ophiura en raison de la grande proximité de ces deux genres.
Son nom spécifique, jolliveti, lui a été donné en l'honneur de Didier Jollivet de l'Ifremer pour ses analyses sur les communautés hydrothermales profondes.

## Publication originale
- (en) Sabine Stöhr et Michel Segonzac, « Two New Genera and Species of Ophiuroid (Echinodermata) from Hydrothermal Vents in the East Pacific », Species Diversity, The Japanese Society of Systematic Zoology (d), vol. 11, no 1,‎ février 2006, p. 7-32 (ISSN 1342-1670 et 2189-7301, DOI 10.12782/SPECDIV.11.7, lire en ligne).